# Epwell
Epwell – wieś w Anglii, w hrabstwie Oxfordshire, w dystrykcie Cherwell. Leży 38 km na północny zachód od Oksfordu i 112 km na północny zachód od Londynu. W 2001 miejscowość liczyła 293 mieszkańców.

## Dwór
W 1279 roku Robert Danvers posiadał opłatę w Epwell. Była to eksklawa Hundred of Dorchester aż do XVIII wieku, kiedy to została przeniesiona do Hundred of Banbury.

## Kościół parafialny
Kościół parafialny Świętej Anny był pierwotnie wczesnoangielski. Kilka z obecnych okien to zdobiony gotyk, który został dodany później. Następnie dodano prostopadłościenną gotycką dzwonnicę. Dwa okna po północnej stronie kościoła zostały dodane pod koniec XVI wieku. Kościół jest zabytkiem klasy II*. 
Parafia św. Anny jest członkiem Benefice of Wykeham, wraz z parafiami Broughton, Shutford, Sibford Gower, Swalcliffe i Tadmarton. 